# Знахаренко Василь Гаврилович
Василь Гаврилович Знахарéнко (2 березня 1937, Одеса, Одеська область — 2012, Скадовськ, Херсонська область) — скадовський підприємець та благодійник, проводив діяльність, спрямувану на відродження і розвиток рекреаційної зони на острові Джарилгач. Засновник бази відпочинку на косі Глибокій, о. Джарилгач. 

## Біографія
Знахаренко Василь Гаврилович народився 2 березня 1937 року в Одесі у багатодітній родині. Свою трудову діяльність розпочав в 1954 році різноробом в ремонтно-будівельній дільниці № 3 міста Скадовська. З 1956 по 1959 рік на строковій службі у лавах Радянської армії у Прибалтійському військовому окрузі, де був призначений начальником радіостанції 631 автотехнічних військ по закінченню курсів. Після служби в армії працював техніком радіомайстерні «Скадовська контора зв'язку». У 1969 році закінчив Одеський електротехнічний інститут зв'язку ім. О.С. Попова.
У 1971 році був призначений начальником цеху ательє Херсонської обласної продуктивної дирекції приймальні радіотелевізійної сітки, а у 1972 році — директором Скадовського комбінату побутового обслуговування.
Загальний стаж роботи становить 57 років. Де і ким би не працював Василь Гаврилович, він сумлінно і чесно виконував свій громадянський обов'язок служіння своєму народу та Батьківщині. За два роки роботи на посаді директора комбінату, він вивів колектив на передове місце в обласному та республіканському змаганні. Колектив комбінату побутового обслуговування не раз отримував перехідний прапор за досягнуті успіхи в соціалістичному змаганні, нагороджувався почесними грамотами.
Під керівництвом Василя Гавриловича, Скадовський райпобуткомбінат неодноразово був представлений на ВДНГ СРСР, як підприємство-лідер у галузі побутового обслуговування населення. За час його керівництва комбінатом велась активна діяльність, спрямована на покращення і розширення надання послуг відпочиваючим у регіоні, розпочато будівництво об'єктів соціального значення: багатоповерхового будинку по вул. Балтазарівська, нове приміщення райпобуткомбінату, банно-пральний комбінат, а також нові об'єкти, які розширили можливості надання послуг населенню — цех шиття одягу з хутра, взуттєвий цех та інші. Працівники підприємства отримали квартири у новобудові.
На початку 90-х років Василь Гаврилович Знахаренко розпочав свою діяльність, спрямовану на відродження і розвиток рекреаційної зони на острові Джарилгач. Багатогранність його життєвого досвіду та життєва позиція надали змогу створити інфраструктуру на острові Джарилгач, яка привабила і дала змогу тисячам людей з різних куточків світу приїхати на Херсонщину 
Помер в 2012 році, похований в Скадовську. Звання «Почесний громадянин Скадовського району» присвоєно рішенням 6 сесії Скадовської районної ради 7 скликання.

#### Вшанування пам’яті
У Скадовську діє Благодійний фонд ім. Знахаренка Василя Гавриловича. З 2018 року проводиться вітрильна регата — Кубок пам’яті Василя Знахаренка.

## Нагороди
- Звання «Ударник Комуністичної праці»
- Медаль «За доблесну працю» (1969)
- Медаль «Ветеран праці»
- Нагрудний знак «Ударник дев'ятої п'ятирічки» (1974)
- Звання «Почесний громадянин Скадовського району» (2016)